# Hormospira maculosa
Hormospira maculosa là một loài ốc biển nhỏ, là động vật thân mềm chân bụng sống ở biển thuộc họ Pseudomelatomidae.